# Viettesia griseovariegata
Viettesia griseovariegata là một loài bướm đêm thuộc phân họ Arctiinae, họ Erebidae.